# Apeadero Empalme Cerro Chato
Empalme Cerro Chato es una estación ferroviaria, ubicada en el Partido de Tandil, en la Provincia de Buenos Aires, Argentina.

## Servicios
Es una pequeña estación del ramal perteneciente al Ferrocarril General Roca, desde Tandil hasta Bahía Blanca, por acá transitan formaciones de cargas de la empresa Ferrosur Roca.